# كأس الكؤوس الإفريقية 1998
كأس الكؤوس الأفريقية 1998 هو الموسم 24 من كأس الكؤوس الأفريقية. أشرف على تنظيمه الاتحاد الأفريقي لكرة القدم، وكان عدد الأندية المشاركة فيه 39، وفاز فيه الترجي الرياضي التونسي.